# Neobetulaphis alba
Neobetulaphis alba är en insektsart. Neobetulaphis alba ingår i släktet Neobetulaphis och familjen långrörsbladlöss. Inga underarter finns listade i Catalogue of Life.